# Asystasia natalensis
Asystasia natalensis är en akantusväxtart som beskrevs av C.B. Ci.. Asystasia natalensis ingår i släktet Asystasia och familjen akantusväxter. Inga underarter finns listade i Catalogue of Life.